# Халифът Щърк
„Халифът Щърк“ (на немски: Die Geschichte vom Kalif Storch) е разказ-приказка на писателя Вилхелм Хауф, включена в сборника „Керванът“, публикуван през 1826 година.

## Сюжет
Внимание:  Текстът по-долу разкрива сюжета на произведението (или части от него)!
По съвет на своя везир Мансура, Хасид, халиф на Багдад, решил да си купи някои дребни украшения от уличен търговец. Халифът обаче забелязал, че в ковчежето на продавача има някаква кутия с черен прах и свитък с тайнствени надписи. Той купил кутията, а след това поканил мъдрец, който да му прочете съдържанието на писмото. Оказало се, че прахът в кутията е магически и позволява на човек да се превърне в животно. При използването на праха обаче е необходимо да се изрече вълшебната дума „МУТАБОР“ и в никакъв случай човек да не се смее, защото в противен случай вълшебната дума веднага ще излети от паметта му.
Изненадан и възхитен халифа веднага предложил на везира да си направят разходка. Двамата се превърнали в щъркели. Но по една нелепа случайност, те все пак се засмели и вече не били в състояние да си възвърнат своя човешки образ. Няколко дни в Багдад търсили изчезналия халиф, но тъй като не успели да го открият хората накрая решили да обявят за халиф Мицра – синът на могъщия зъл магьосник Кашнур. Халифът виждайки това веднага предложил на своя везир да полетят към Медина, надявайки се, че в святото място злата магия ще изгуби силата си.
Нощта халифът и везирът прекарали в руините изоставена сграда, където срещнали една сова. Оказало се, че тя била всъщност индийската принцеса Луса. Бил същият магьосник Кашнур, който бил омагьосал бедното момиче и само бракът бил в състояние да унищожи злото заклинание. Совата предложила на халифа да му покаже тайната бърлога, където всеки месец Кашнур се срещал с неговите приятели – също зли магьосници, а в замяна халифът след това да я вземел за жена. Хасид се поколебал, но в крайна сметка се съгласил.
Совата изпроводила щъркелите до подземието и тайното помещение, където двамата подслушали разговора на магьосниците. Кашнур хвалейки се, разказал на приятелите си историята за халифа и везира, споменавайки и вълшебната дума – „МУТАБОР“. Радостни халифът и везирът веднага излезли навън и отново се превърнали в хора. Но каква била изненадата на халифа, когато видял в какво се превърнала совата – тя била прекрасна девойка и вече влюбен в нея, той веднага повторил своя обет, че ще се ожени за нея.
Халифът, принцесата и везирът се върнали в Багдад. Щастливите хора веднага изгонили злодея Кашнур и неговия глупав син Мицра. Халифът наредил магьосникът да бъде обесен, а Мицра накарал да помирише магическия прах и го превърнал в щъркел.

## Адаптации
- Халифът Щърк (1969) – съветски музикален филм-приказка с участието на Владимир Андреев и Наталия Селезньова
- Халифът Щърк (1981) – съветски анимационен филм